# 45. ceremonia wręczenia nagród David di Donatello
45. ceremonia wręczenia włoskich nagród filmowych David di Donatello odbyła się 19 kwietnia 2000 roku w Cinecittà w Rzymie.

## Laureaci i nominowani
Laureaci nagród wyróżnieni są wytłuszczeniem.

### Najlepszy film
- Chleb i tulipany (Pane e tulipani), reż. Silvio Soldini
- Historia miłosna (Canone inverso - Making Love), reż. Ricky Tognazzi
- Warsztat Olimp (Garage Olimpo), reż. Marco Bechis

### Najlepszy debiutujący reżyser
- Alessandro Piva - LaCapaGira
- Andrea Frazzi i Antonio Frazzi - Rozdarte niebo (Il cielo cade)
- Piergiorgio Gay i Roberto San Pietro - Tre storie

### Najlepszy reżyser
- Silvio Soldini - Chleb i tulipany (Pane e tulipani)
- Marco Bechis - Warsztat Olimp (Garage Olimpo)
- Ricky Tognazzi - Historia miłosna (Canone inverso - Making Love)

### Najlepszy scenariusz
- Doriana Leondeff i Silvio Soldini - Chleb i tulipany (Pane e tulipani)
- Marco Bechis i Lara Fremder - Warsztat Olimp (Garage Olimpo)
- Simona Izzo i Ricky Tognazzi - Historia miłosna (Canone inverso - Making Love)

### Najlepszy producent
- Amedeo Pagani - Warsztat Olimp (Garage Olimpo)
- Vittorio Cecchi Gori - Historia miłosna (Canone inverso - Making Love)
- Domenico Procacci - Na zawsze ty (Come te nessuno mai)

### Najlepsza aktorka
- Licia Maglietta - Chleb i tulipany (Pane e tulipani)
- Lorenza Indovina - Un amore
- Francesca Neri - Il dolce rumore della vita
- Francesca Neri - Io amo Andrea
- Isabella Rossellini - Rozdarte niebo (Il cielo cade)

### Najlepszy aktor
- Bruno Ganz - Chleb i tulipany (Pane e tulipani)
- Stefano Accorsi - Poza prawem: Historia Horsta Fantazzininiego (Ormai è fatta)
- Fabrizio Gifuni - Un amore
- Carlo Verdone - C'era un cinese in coma

### Najlepsza aktorka drugoplanowa
- Marina Massironi - Chleb i tulipany (Pane e tulipani)
- Rosalinda Celentano - Il dolce rumore della vita
- Anna Galiena - Na zawsze ty (Come te nessuno mai)

### Najlepszy aktor drugoplanowy
- Giuseppe Battiston - Chleb i tulipany (Pane e tulipani)
- Leo Gullotta - Un uomo perbene
- Emilio Solfrizzi - Poza prawem: Historia Horsta Fantazzininiego (Ormai è fatta)

### Najlepsze zdjęcia
- Luca Bigazzi - Chleb i tulipany (Pane e tulipani )
- Fabio Cianchetti - Historia miłosna (Canone inverso - Making Love )
- Giuseppe Lanci - Niańka (La balia)

### Najlepsza muzyka
- Ennio Morricone - Historia miłosna (Canone inverso - Making Love)
- Paolo Buonvino - Na zawsze ty (Come te nessuno mai)
- Pivio De Scalzi i Aldo De Scalzi - Poza prawem: Historia Horsta Fantazzininiego (Ormai è fatta)

### Najlepsza scenografia
- Francesco Bronzi - Historia miłosna (Canone inverso - Making Love)
- Marco Dentici - Niańka (La balia)
- Antonello Geleng i Marina Pinzuti - Amor nello specchio

### Najlepsze kostiumy
- Sergio Ballo - Niańka (La balia)
- Alfonsina Lettieri - Historia miłosna (Canone inverso - Making Love)
- Lucia Mirisola - La carbonara

### Najlepszy montaż
- Carla Simoncelli - Historia miłosna (Canone inverso - Making Love)
- Jacopo Quadri - Warsztat Olimp (Garage Olimpo)
- Cecilia Zanuso - Poza prawem: Historia Horsta Fantazzininiego (Ormai è fatta)

### Najlepszy dźwięk
- Maurizio Argentieri - Chleb i tulipany (Pane e tulipani)
- Tullio Morganti - Il dolce rumore della vita
- Bruno Pupparo - Na zawsze ty (Come te nessuno mai)

### Najlepszy film krótkometrażowy
- Monna Lisa, reż. Matteo del Bo

### Najlepszy film zagraniczny
- Wszystko o mojej matce (Todo sobre mi madre), reż. Pedro Almodóvar
- American Beauty, reż. Sam Mendes
- Wojny domowe (East Is East), reż. Damien O’Donnell

### Nagroda Targhe d’oro David
- Mariangela Melato
- Giancarlo Giannini
- Giorgio Armani
- Alessandro von Normann
- U.N.I.T.E.C. Unione Nazionale Industrie Tecniche Cineaudiovisive

### Nagroda David scuola
- Historia miłosna (Canone inverso - Making Love), reż. Ricky Tognazzi

### Nagroda specjalna
- Massimo Boldi
- Leonardo Pieraccioni
- Vittorio Cecchi